# Kantodden
Kantodden (norwegisch für Randspitze) ist eine Landspitze vor der Prinzessin-Ragnhild-Küste des ostantarktischen Königin-Maud-Lands. Sie liegt zwischen den Landspitzen Fraktalodden und Rundodden am Nordrand des Stanjukowitsch-Schelfeises.
Wissenschaftler des Norwegischen Polarinstituts benannten sie 2016 deskriptiv.